# 奧拉德海拉勒
35°57′00″N 2°36′01″E / 35.95000°N 2.60028°E

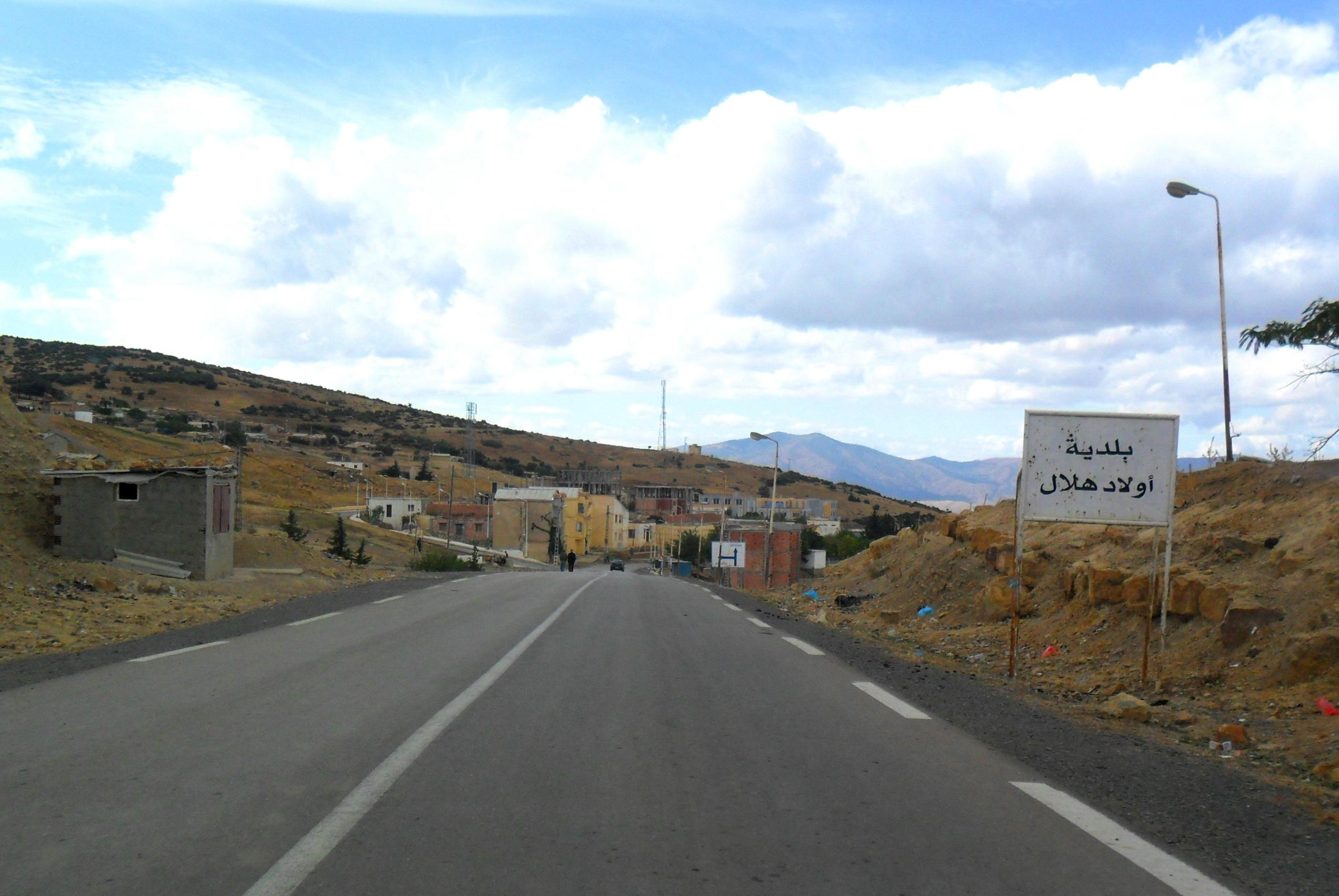
奧拉德海拉勒

奧拉德海拉勒（阿拉伯语：‎），是阿爾及利亞的城鎮，位於該國北部麥迪亞省，由奧拉德安塔爾區負責管轄，面積208平方公里，海拔高度1,138米，2008年人口3,367，人口密度每平方公里16人。